# Le Gardien Noir
Pour les articles homonymes, voir Le Gardien.
Le Gardien Noir est un personnage fictif de la série Doctor Who interprété par  Valentine Dyall et inventé par le producteur Graham Williams.

## Présentation
Le Gardien Noir est une personnification anthropomorphique des forces de l'entropie et du chaos, la contre-partie du Gardien Blanc qui, lui, est la personnification de l'ordre. Les deux gardiens tentent d'équilibrer les forces de l'univers et même si le Gardien Noir semble décider que la balance soit en faveur du chaos et du mal, le Gardien Blanc préfère maintenir le statu quo. Les deux gardiens apparaissent lors de la 16e saison de la série, au cours de laquelle ils sont liés à la quête du Docteur pour obtenir la clé du temps, un immense artefact qui permet de donner à celui qui la possède le pouvoir sur tout ce qui existe.

## Évolution du personnage
Au début de l'épisode « The Ribos Operation » le Gardien Blanc demande au 4e Docteur la mission de retrouver les six segments de la clé du temps, une quête qui durera durant le temps de la saison 16 de la première série. Le Docteur affronte d'ailleurs plusieurs ennemis s'affirmant comme étant les émissaires de l'opposant du Gardien Blanc, le Gardien Noir : Cessair de Diplos dans « The Stones of Blood », L'Ombre dans « The Armageddon Factor. » Dans l'épisode « The Armageddon Factor » le Gardien Noir se déguise sous l'apparence du Gardien Blanc afin de mettre la main sur la clé. Or, la dernière partie est en réalité une jeune femme, la princesse Astra d'Atrios, qui mourra si elle est assemblée. Voyant l'indifférence du Gardien à sa disparition, le Docteur se rend comme qu'il ne peut s'agir du Gardien Blanc et décide de disperser à nouveau la clé à travers l'espace et le temps. En proie à la fureur du Gardien Noir, le Docteur sera obligé un temps de mettre un mélangeur permettant d'errer au hasard lors de ses voyages avec le TARDIS afin de ne pas être traqué dans l'espace-temps.
Celui-ci apparaît à la fin de l'épisode « Logopolis » dans un montage montrant les différents ennemis du Docteur. Le personnage réapparaît dans trois épisodes de la vingtième saison, en 1983, « Mawdryn Undead » « Terminus » et « Enlightenment. » Dans le premier épisode, il offre à Vislor Turlough, un jeune extra-terrestre exilé sur Terre la promesse de revoir son monde natal s'il tue le Docteur (alors dans sa 5e incarnation.) Turlough réussit à rejoindre l'équipage du Docteur. Dans le second épisode, celui-ci tourmente Turlough pour qu'il sabote le TARDIS ce qui échouera. Dans le dernier épisode, des êtres éternels se combattent afin de gagner l'Illumination, un puissant artefact des gardiens offrant le savoir et l'un de ses êtres, le capitaine Wrack est un émissaire du Gardien Noir. À la fin de l'épisode, Turlough décide de rester loyal au Docteur, ce qui fait disparaître le Gardien Noir, même si le Gardien Blanc explique qu'il reviendra un jour et poursuivra à nouveau le Docteur.
Il semble que malgré leurs pouvoirs, les Gardiens ne peuvent agir directement et doivent avoir recours à des agents qu'ils guident ou manipulent. Aucun des deux gardiens n'est jamais réapparu dans la série télé, même si ceux-ci semblent être revenus dans les romans et pièces audiophoniques dérivés de la série.